# Hotarubi no Mori e
Hotarubi  no Mori e (jap. 蛍火の杜へ, dt. „Im Wald des Glühwürmchenlichts“) ist ein Manga von Yuki Midorikawa und ein darauf basierender Anime-Film des Studios Brain’s Base von 2011. Das Werk lässt sich in die Genres Fantasy und Romantik einordnen. Hotarubi no Mori e ist dabei der Titel einer Manga-Kurzgeschichte (One Shot) als auch eines Sammelbandes von drei weiteren Kurzgeschichten, die inhaltlich nichts miteinander zu tun haben.

## Inhalt

### Hanauta Nagaruru
In Hanauta Nagaruru (花唄流るる, „ein Blumenlied mithören“) geht es um ein junges Mädchen namens Shima (島), das immer aus einem leeren Haus schöne Gitarrenmelodien hört. Sie fragt sich, wer dort wohl spielt und findet heraus, dass ein Schulkamerad von ihr Gitarre spielt. Eines Tages sucht er seine Gitarre und sie sagt ihm, wo seine Gitarre ist, da sie diese vorher gesehen hat. Fujimura (藤村) ist ein ziemlicher Raufbold und trotz der Warnung ihrer Freunde verliebt sie sich später in ihn. Shima geht den Geräuschen nach und findet heraus, dass die Gitarrengeräusche von dem Mädchen Noguchi (野口 美可子) kommen, dem von Fujimura das Gitarre spielen beigebracht wird. Fujimura selbst spielt nicht, weil seine linke Hand kaputt ist und ihm es zu sehr wehtun würde. Bei einer Schlägerei schmeißt Shima sich vor ihn und will ihm ihre Gefühle gestehen, aber sie schweigt im entscheidenden Moment doch. Einen Tag später steht sie wieder vor dem Fenster und hört die Melodie, sie kann aber heraushören, dass Fujimura spielt. Er führt einen Dialog mit Noguchi, den sie zufällig mithört. Er sagt, dass er gerne Shima unterrichten würde, aber bis Shima das Lied spielen kann, würde er gerne mit Noguchi ausgehen. Das Lied steht symbolisch für Fujimuras Gefühle und das Spielen für das Verstehen. Das letzte Bild zeigt eine weinende Shima. Die Jahreszeit ist Frühling.

### Hotarubi no Mori e

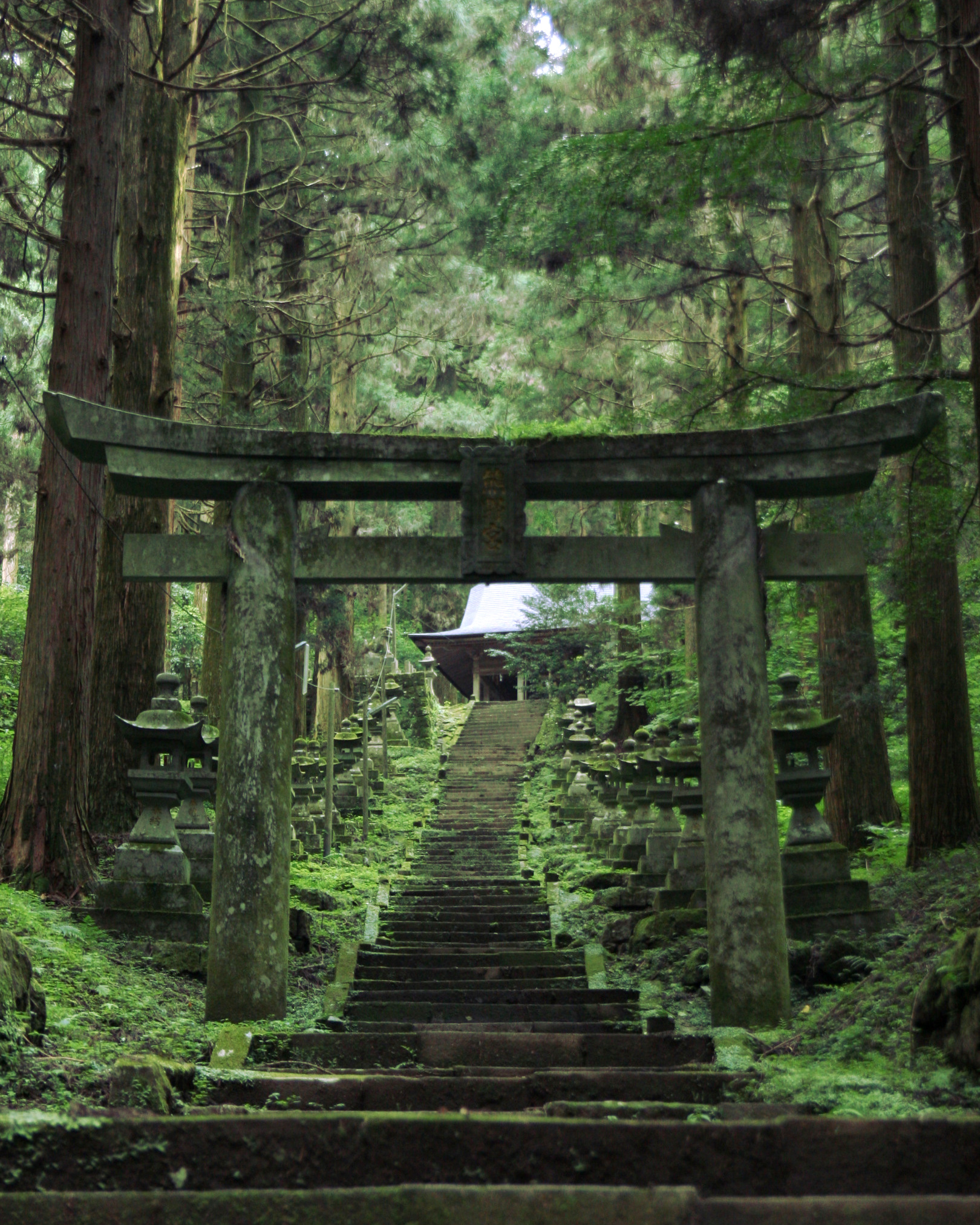
Ort der Handlung ist der Kamishikimi-Kumanoimasu-Schrein in Takamori-machi

In Hotarubi no Mori e (蛍火の杜へ, „In den Wald des Glüchwürmchenlichts“) geht es um die sechsjährige Hotaru (竹川 蛍), die jeden Sommer zu ihrem Onkel fährt. Dabei verläuft sie sich einmal im naheliegenden Wald. Sie trifft auf den geisterhaften Gin (ギン), der eine Fuchsmaske trägt und der ihr aus ihrer Lage hilft. Sie erfährt, dass Gin bei einer Berührung mit einem Menschen verschwindet. Ganz langsam baut sich eine tiefe Freundschaft zwischen den beiden auf und Hotaru besucht ihn jeden Sommer. Die Zeit verfliegt, bis sie anschließend in der Oberschule ist. Beide gehen zusammen zu einem Festival der Waldgeister und erleben einen tollen Abend. Hotaru erklärt Gin, dass sie sich, wenn sie älter wird, eine Arbeit in der Nähe des Waldes suchen wird, um ihn öfter zu sehen. Gin setzt ihr seine Maske auf und küsst sie so, ohne ihre Haut zu berühren. Als ein Kind stolpert, hilft Gin ihm auf, da das Kind aber ein Mensch ist, fängt Gin an sich aufzulösen. Um ihm seinen letzten Wunsch zu erfüllen, umarmt sie ihn, bis er sich vollständig auflöst. Sie hat ihm außerdem versprochen, ihn nie zu vergessen und nimmt seine Maske mit.

### Kurukuru Ochiba
In Kurukuru Ochiba (くるくる落ち葉, „fallendes Herbstlaub“) geht es um das Mädchen Tsubaki (煙巻 椿), das alles daran setzt ihren Kindheitsfreund Kaede Kirisato (霧里 楓) zu beschützen. Sie fühlt sich dazu verpflichtet, weil Kaede als Kind von reichen Leuten einmal gekidnappt  werden sollte (dieses konnte sie jedoch verhindern). Als sich Tsubaki eines Tages erneut für ihn in Gefahr begibt, droht Kaede ihr damit, die Freundschaft zu beenden, wenn sie nicht aufhört, ihn dazu zu bringen, sich Gedanken über sie zu machen. Für einen Tag reden sie nicht miteinander, an diesem Tag sieht Tsubaki ihn mit einem Mädchen, welches das totale Gegenteil von ihr ist, reden und während dieses Gespräches lacht er. Sie rennt in die Nähe eines Flusses und wird sich darüber klar, dass sie ihn selbst, wenn dadurch die Freundschaft in Gefahr sein sollte, weiter beschützen will, um an seiner Seite zu sein. Am Tag darauf wird Kaede bedroht (Leute wollen viel Geld von ihm). Tsubaki verprügelt die Raufbolde und Kaede streichelt ihr den Kopf als Zeichen seiner Dankbarkeit. Tsubaki rennt daraufhin weg, weil ihr klar wird, dass das mit dem Beschützen nur eine Ausrede für sie selbst sein sollte, um bei ihm zu sein. Es beginnt eine wilde Hetzjagd durch die Schule, die damit endet, dass Kaede ihr sagt, dass er niemals vor ihr lachen kann, weil er immer Angst hat, von ihr für einen stärkeren verlassen zu werden. Am Ende erkennen beide, dass sie sich lieben. Die Jahreszeit ist Herbst.

### Hibi, Fukaku
In Hibi, Fukaku (ひび、深く, „Riss, vertiefend“) erzählt in einem Rückblick von Briefen von den beiden engen Geschwistern Ritsu (律) und Sō (蒼). Deren Eltern haben sich erst scheiden lassen, wobei die Schwester Ritsu bei ihrer Mutter und der Bruder Sō bei seinem Vater blieb, und sind dann nach acht Jahren wieder zusammenkommen. Durch die Trennung löste sich ihre Geschwisterbeziehung und als beide sich wiedertreffen gestehen sie sich indirekt ihre Liebe. Als es nach einem Happy End aussieht, verlässt der Bruder, um ihre Familie nicht zu zerstören, das Elternhaus erneut und lässt sie mit einem Stapel Briefe zurück. Ihre letzte Hoffnung ist, dass sie „das Gefühl, das manche Liebe nennen“ nicht vergisst.

## Anime
Der Film wurde 2011 veröffentlicht. Es handelt sich hierbei nur um das titelgebende zweite Kapitel. Zuerst wollte der Produzent Shiko Yokoyama aus dem Anime eine Original Video Animation machen, das Werk kam jedoch 2011 als 44-minütiger Film in die Kinos. Regie und Drehbuch stammen von Takahiro Ōmori. Das Charakterdesign wurde entworfen von Akira Takata und die künstlerische Leitung lag bei Yukihiro Shibutani. Die Musik komponierte Makoto Yoshimori und das Titellied Natsu o Miteita (夏を見ていた) stammt von Shizuru Ōtaka. Hotaru wird von Ayane Sakura gesprochen und Gin von Kōki Uchiyama.
Die Premiere des Films war am 30. Juli 2011, im gleichen Jahr war er auf dem Filmfestival Scotland Loves Animation. Mighty Media hat den Anime für eine chinesische Übersetzung lizenziert. 2012 wurde Hotarubi no Mori e auf der amerikanischen Anime Expo gezeigt. Ebenfalls 2012 erschien der Film in Japan auf DVD und BluRay.

## Rezeption
Der Mangaband mit den vier Geschichten verkaufte sich in der Neuveröffentlichung von 2011 in der ersten Woche über 40.000 mal. Der Film wurde auf dem Scotland Loves Animation-Filmfest mit dem Preis der Jury ausgezeichnet. Im Januar 2012 gewann er außerdem beim Mainichi Eiga Concours den Preis für den besten Animationsfilm.